# Alectra arabica
Alectra arabica är en snyltrotsväxtart som beskrevs av Defl.. Alectra arabica ingår i släktet Alectra och familjen snyltrotsväxter. Inga underarter finns listade i Catalogue of Life.